# Labor Ateliergemeinschaft
Die Labor Ateliergemeinschaft ist ein Zusammenschluss von sieben freiberuflichen Grafikdesignern, Illustratoren und Autoren, die 1999 in Frankfurt am Main gegründet wurde.

## Geschichte
Die Labor Ateliergemeinschaft wurde im Sommer 1999 von fünf freiberuflichen Illustratoren und Grafikdesignern in den Räumen eines ehemaligen Zahnlabors in Frankfurt am Main gegründet. Weitere Gestalter und Autoren kamen in den folgenden Jahren hinzu.
Heute arbeiten in der Ateliergemeinschaft folgende Personen:
- von Zubinski (Kirsten Fabinski und Zuni Fellehner)
- Anke Kuhl
- Jörg Mühle
- Natascha Vlahović
- Philip Waechter

In dieser Zusammensetzung arbeitet das Labor – jeder für sich oder gemeinsam – an unterschiedlichen Projekten: Kinder- und Jugendbücher, Beiträge für Zeitungen und Zeitschriften, Buchumschläge und Grafikdesign, Romane, Drehbücher, Theaterstücke, Materialien zu Kulturvermittlung und Museumspädagogik, Lesungen, Workshops, Ausstellungen und freie Arbeiten. Als gemeinsames Projekt ist die Labor Ateliergemeinschaft ist in erster Linie bekannt für ihre Kinder Kritzel- und Mitmachbücher, wobei mit dem Buch Ich so du so erstmals ein Sachbuch veröffentlicht wurde.
Eine Ausstellung im Bilderbuchmuseum in Troisdorf widmete sich 2019 dem 20-jährigen Bestehen der Labor Ateliergemeinschaft.
Ehemalige Mitglieder des Ateliers sind u. a. Alexandra Maxeiner, Christopher Fellehner, Claudia Weikert und Moni Port.

## Gemeinsame Bücher
- Das wird bestimmt ganz toll!: Wenn ich groß bin ..., Beltz & Gelberg, 2021, ISBN 978-3-407-75601-5
- Spielplätze, Beltz & Gelberg, 2019, ISBN 978-3-407-75454-7
- Kinder Künstler Fratzenbuch, Beltz & Gelberg, 2018, ISBN 978-3-407-75424-0
- Ich so du so, Beltz & Gelberg, 2017, ISBN 978-3-407-82316-8
- Kinder Künstler Erlebnis-Sammelbuch, Beltz & Gelberg, 2017, ISBN 978-3-407-82208-6
- Rasterwelt, Beltz & Gelberg, 2016, ISBN 978-3-407-82182-9
- Voll gemütlich. Das Kinder Künstlerbuch vom Wohnen und Bauen, Beltz & Gelberg, 2015, ISBN 978-3-407-82094-5
- 9 Kinder Künstler Kritzelkinos, Daumenkinos zum Weitermalen, Beltz & Gelberg, 2015
- Wildes & Unwiderstehliches Kinder Künstler Kritzelmini, Beltz & Gelberg, 2014, ISBN 978-3-407-79589-2, ISBN 978-3-407-79590-8
- Kinder Künstler Reisebuch, Beltz & Gelberg, 2014, ISBN 978-3-407-79569-4
- Kinder Künstler Freundebuch, Beltz & Gelberg, 2012, ISBN 978-3-407-79475-8
- Kinder Künstler Abenteuerbuch, Beltz & Gelberg, 2011, ISBN 978-3-407-79988-3
- Kinder Künstler Mitmach Minis, Beltz & Gelberg, 2011, ISBN 978-3-407-79990-6, ISBN 978-3-407-79989-0
- Kinder Künstler Mitmachbuch, Beltz & Gelberg, 2010, ISBN 978-3-407-79974-6
- Kinder Künstler Kritzelbuch, Beltz & Gelberg, 2009, ISBN 978-3-407-79396-6

## Ausstellungen
- Laborproben 1–17, Jährliche Werkschau der Labor Ateliergemeinschaft (1999–2017)
- „Geheim! Eine Kunstausstellung für Kinder und alle anderen“, Ludwigsburg Museum, 2015/2016[5]
- „Pssst. Eine Ausstellung für Kinder“, MMK Frankfurt (2012/2013). Zusammen mit acht Künstlern aus England hat die Ateliergemeinschaft Labor Arbeiten für Kinder entwickelt und gestaltet. Das zentrale Thema der Ausstellung waren Geheimnisse, die in ihren unterschiedlichsten Formen aufgegriffen und dargestellt wurden.[6]
- "Achtung Kartoffel!", Kinderbuchmesse in Bologna, (2016)[7]
- Wir gratulieren – 20 Jahre LABOR Ateliergemeinschaft, Bilderbuchmuseum Troisdorf, 7. September 2019 – 10. November 2019

## Auszeichnungen
- 2018: Nominierung für den Deutschen Jugendliteraturpreis für Ich so du so
- 2018: Auszeichnung Die schönsten deutschen Bücher 2018 der Stiftung Buchkunst für Ich so du so[8]
- 2018: Leipziger Lesekompass der Stiftung Lesen und der Leipziger Buchmesse für Ich so du so[9]
- 2017: Longlist Die schönsten deutschen Bücher 2017 der Stiftung Buchkunst für Rasterwelt[10]
- 2009: Kröte des Monats der Studien- und Beratungsstelle für Kinder- und Jugendliteratur in Zusammenarbeit mit dem Österreichischen Bibliothekswerk für Kinder Künstler Kritzelbuch im September 2009[11]